# Hassel Sound
Hassel Sound (Canale di Hassel) è uno stretto naturale e disabitato che si trova in Qikiqtaaluk, Nunavut, Canada. Esso separa l'isola di Ellef Ringnes a ovest dall'isola Amund Ringnes a est.